# Interleucina 23

A Interleucina-23, também conhecida como IL-23  é uma citocina heterodimérica composta de uma subunidade IL-12p40, comum à IL-12 e a subunidade IL-23p19 . Um receptor funcional para a IL-23  já foi identificado e é composto por IL-12R β1 e IL-23R.

## Descoberta
A IL-23 foi descrita pela primeira vez em 2001 no laboratório de  Robert Kastelein et al no instituto de pesquisa DNAX usando uma combinação de abordagens computacionais, bioquímicas e de imunologia celular.

## Função
Antes da descoberta da IL-23, a IL-12 havia sido proposta como um mediador chave no processo de inflamação em modelos murinos de inflamação. Contudo, diversos estudos visando a elucidação do papel de IL-12 foram usados através da inibição da subunidade IL-12p40, não sendo tão específicos quanto imaginado. Estudos bloqueando a função da outra subunidade de IL-12 (IL-12p35) não produziram os mesmos resultados, de forma contrária ao esperado se ambas fizessem parte apenas de uma única interleucina.
A descoberta de um parceiro de ligação potencional adicional para a IL-12p40 levou a uma reavaliação desse papel da IL-12. Estudos seminais em encefalomielite autoimune experimental, um modelo murino de esclerose múltipla, mostrou que IL-23 era o real responsável pela inflamação atribuída anteriormente a IL-12. Subsequetemente, foi demonstrado que a IL-23 facilita o desenvolvimento de inflamação em numerosos modelos de patologias imunes, onde esse papel era atribuído a IL-12, incluindo artrite, inflamação intestinal, e psoríase.